# Denkmal für die Gefallenen des Ersten Weltkrieges (Maputo)
Das Denkmal für die Gefallenen des Ersten Weltkrieges (port. Monumento aos Mortos da Primeira Guerra Mundial) in der mosambikanischen Hauptstadt Maputo befindet sich am heutigen Praça dos Trabalhadores. Es stammt aus dem Jahre 1935 und wurde nach Plänen des portugiesischen Bildhauers Ruy Roque Gameiro und des Architekten António Reis Camelo entworfen.

## Geschichte

### Planungen und Diskussionen
1921 gründete sich in Portugal der aus Veteranen des Ersten Weltkriegs bestehende Verband Comissão dos Padrões da Grande Guerra („Kommission für die Denkmäler des Großen Krieges“), der sich dafür einsetzte, den portugiesischen Gefallenen des Ersten Weltkrieges nach französischem Vorbild im gesamten Staatsterritorium (und darüber hinaus) Denkmäler zu setzen. Für den Verband waren die beiden Kolonialstädte Luanda und Lourenço Marques (heute Maputo) von besonderer Bedeutung. Die erste Pläne zur Errichtung eines Denkmales in Lourenço Marques veröffentlichte der Verband 1927.
Nach einigen Diskussionen, ob das Denkmal nicht im Ort Quionga – Teil des Kionga-Dreiecks, dem einzigen Landgewinn Portugals im Ersten Weltkrieg – errichtet werden sollte, entschied sich der Verband doch für die Hauptstadt Portugiesisch-Ostafrikas, Lourenço Marques. Als Ort wurde der Praça Mac Mahon (heute Praça dos Trabalhadores) ausgewählt, da er sowohl groß als auch mit dem benachbarten Hauptbahnhof repräsentativ genug war. Das Denkmal sollte neben dem Gedenken der Gefallenen jedoch auch das Nationalgefühl in der Kolonie verstärken und einen Ort für repräsentative Zeremonien in der Stadt bieten.

### Entwurf von Ruy Roque Gameiro und António Reis Camelo
Am 13. Dezember 1930 schrieb der Verband den Wettbewerb aus. In der Ausschreibung, die im Koloniebulletin der Regierung veröffentlicht wurde, trat das ursprünglich geplante Thema für das Denkmal in den Hintergrund: Es sollte kein Denkmal für die „glorreichen Gefallenen des Großen Krieges, sondern ein Beweis für die Kraft und Mühe unserer Generation sein“. Mit dem Appell an das Nationalgefühl war auch eine Beschränkung des Wettbewerbs auf allein portugiesische Bildhauer verbunden.
Der Siegerentwurf – gekürt am 26. November 1931 – stammte vom Duo Ruy Roque Gameiro und António Reis Camelo. Die beiden entwarfen ein monumentales Denkmal von 14,30 Meter Höhe. Auf einem hohen Sockel thront „Pátria“ (deutsch Mutterland), die mit strengem Blick ihren linken Arm auf Schild und Schwert stützt. In ihrer rechten Hand trägt sie das portugiesische Wappen und erinnert damit an die Entdeckungen und Eroberungen Portugals. Die sehr maskulin wirkende Erscheinung Pátrias wird durch die begleitende Schlange verstärkt. Am Sockel werden vier Schlachten durch portugiesische Soldaten – sowohl europäische wie afrikanische – gezeigt, wobei diese als solche fiktiv sind und die beistehenden Namen erst kurz vor der Eröffnung durch das Ministerium für Kolonie angefügt worden sein sollen. Von der Gestaltung her orientiert sich das Monument stark an den Denkmalen für die Gefallenen des Ersten Weltkrieges in Abrantes (Erstlingswerk von Ruy Gameiro) und in Lissabon (von Maximiano Alves und Guilherme Rebelo de Andrade). Der ursprüngliche auf dem Platz vorhandene Park wurde mit der Errichtung des Denkmals komplett beseitigt.

### Einweihung

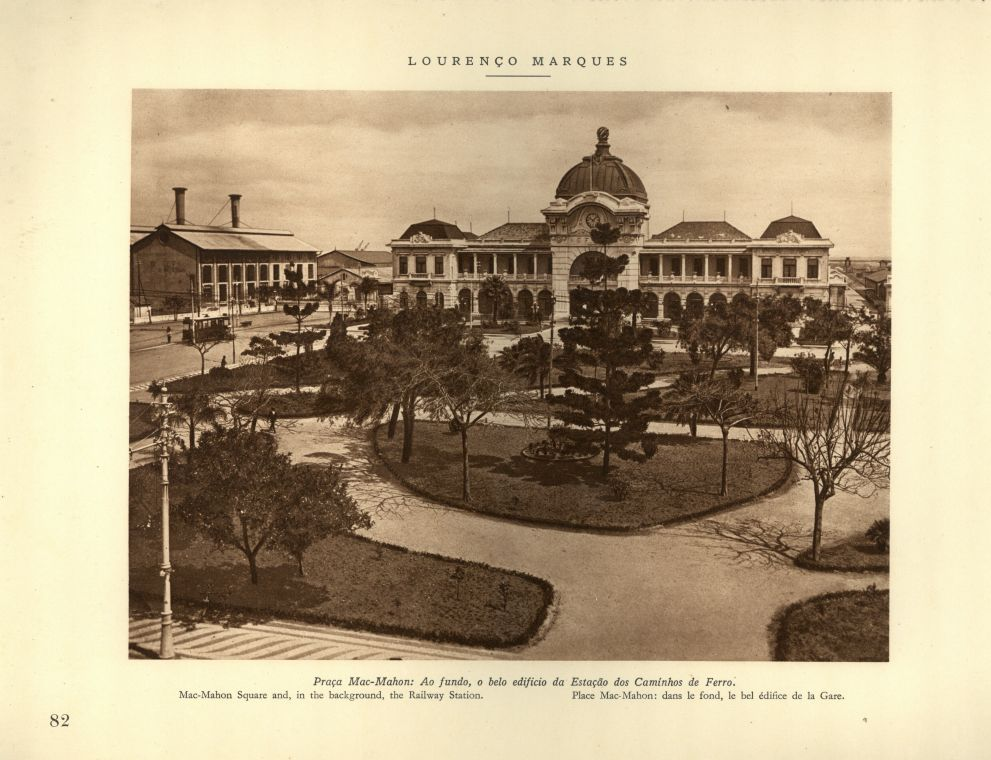
Vor der Errichtung des Denkmals schmückte ein Park den Platz, der damals den Namen Praça Mac Mahon trug

Die feierliche Einweihung des Denkmals fand am 11. November 1935 statt. Es war das erste sichtbare Symbol des Estado Novo in der Kolonie und gleichermaßen Zeichen für die sogenannte „política do Espírito“ (Politik des Geistes), mit der ein starkes Nationalgefühl der Portugiesen im Allgemeinen und eine Nationalisierung der Kolonien im Speziellen entfacht werden sollte. In den folgenden Jahren war das Denkmal stets Ort für symbolträchtige und monumentale Feiern und Zeremonien des Staates, beispielsweise beim Besuch des Staatspräsidenten Óscar Carmona im Jahr 1939.

### Gegenwart
Obwohl 1975 Mosambik die Unabhängigkeit erlangte, befindet sich das Denkmal bis heute an dem gleichen Ort. Medien berichten über einen vernachlässigten Zustand.
Seit 2011 befindet sich das Denkmal in der Vorauswahl für eine Denkmalliste der Stadt Maputo. In der portugiesischen Denkmaldatenbank Sistema de Informação para o Património Arquitectónico, die auch Werke ehemaliger portugiesischer Kolonien umfasst, ist es unter der Nummer 31705 gelistet.